# DR 137 288 bis 295
Die Triebwagen 137 288 bis 295 waren eine Triebwagenbaureihe, die ursprünglich für die Deutsche Reichsbahn als Schnelltriebwagen für den Ruhrschnellverkehr gebaut wurden. Sie wurden mit zwei Motoranlagen ausgerüstet, um das Beschleunigungsvermögen gegenüber den Einheitstriebwagen und einem Steuerwagen für das Aufgabengebiet zu erhöhen. Von den Fahrzeugen verblieben nach dem Zweiten Weltkrieg fünf Fahrzeuge bei der Deutschen Reichsbahn, wo sie noch nach 1970 die EDV-Bezeichnung 184.0 erhielten, und zwei gelangten zur ČSD, wo sie die Bezeichnung M 296.0 besaßen. Der letzte Ruhr-Triebwagen war bis 1982 im Betrieb. Kein Fahrzeug ist erhalten geblieben.

## Geschichte

### Reichsbahnzeit
Um den Ruhrschnellverkehr, der mit den eingesetzten Einheitstriebwagen mit Einheitsgrundriß und einem Steuerwagen keine optimalen Beschleunigungswerte erzielte, noch weiter zu beschleunigen, entstanden diese Fahrzeuge mit zwei Antriebsanlagen in acht Exemplaren bei der WUMAG in Görlitz. Diese acht Fahrzeuge waren neben den Schnelltriebwagen der Bauart SVT Berlin die letzten dieselelektrischen Triebwagen der DR. Alle anderen Fahrzeuge hatten ab dieser Zeit einen hydrodynamischen Antrieb. Ursprünglich sollten 1935 für den Ruhrschnellverkehr fünfzig derartige Triebwagen von der DR bestellt werden, was aber auf Grund der Motorprobleme mit den GO 5-Motoren nicht realisiert wurde.
Die zwei Motoren waren daher nach den vielen negativen Erfahrungen bei den Vorgängerbauarten als Maybach GO 56 ausgeführt. Dies verschaffte den Triebwagen ein außerordentlich hohes Beschleunigungsvermögen und die Sicherheit, bei einem eventuellen Motorschaden niemals liegenzubleiben. Außerdem konnte die Geschwindigkeit bedeutend gesteigert werden. Über die Fahrzeugsteuerung konnten bis zu sechs Antriebseinheiten gesteuert und vier überwacht werden. Drei Triebwagen konnten somit mit der vorhandenen Scharfenbergkupplung von einem Führerstand aus gesteuert werden, ein Fahrzeug musste von einem Wärter überwacht werden. Außerdem hatten die Fahrzeuge eine automatische Türschließeinrichtung.
Trotz dieser fortschrittlichen Ausführung konnten die Fahrzeuge im Betrieb mit Taktfahrplan nicht voll befriedigen, im Einstiegsraum waren die Stauräume zu gering, und das Fassungsvermögen der Fahrzeuge war gegenüber den VT+VS-Einheiten geringer. Die Deutsche Reichsbahn entschloss sich daher, zu einer Entwicklung einer VT+VS-Einheit mit aufgeladenem Motor (650 PS) überzugehen. Die DR hatte 1939 bereits 30 derartiger Triebwagen bestellt, die die Bezeichnung VT 137 470-499 erhalten sollten. Der Krieg verhinderte die Ausführung.
Die acht Triebwagen wurden Anfang 1939 nach nur halbjähriger Betriebszeit an der Ruhr an die RBD Saarbrücken abgegeben, von wo sie vollzählig zum Bahnbetriebswerk Dresden-Pieschen weitergegeben wurden. Zum Kriegsanfang wurden sie zunächst abgestellt und winterfest hergerichtet. Zu Kriegsende befanden sich sechs Fahrzeuge bei der DR und zwei Fahrzeuge bei den ČSD.

### Nachkriegsära
Von den sechs in Dresden-Pieschen beheimateten Fahrzeugen konnten fünf wieder in den Betriebsdienst aufgenommen werden. Der sechste wurde um 1956 im RAW Wittenberge zerlegt. Die Fahrzeuge wurden zunächst in Dresden-Pieschen, ab 1953 in Berlin-Karlshorst beheimatet. Sie waren in den komplizierten Bedingungen nach dem Zweiten Weltkrieg robuste Fahrzeuge für die unterschiedlichsten Bedingungen. So wurden sie zum Beispiel als Ersatz für einen ausgefallenen Fliegenden Zug für die Verbindung Berlin – Hamburg herangezogen oder waren im Berufsverkehr oder Stadtschnellverkehr (Berlin – Leipzig bzw. Berlin – Bautzen) eingesetzt. Die zwei Einheiten der ČSD,137 289 und 137 292, wurden als M 296.001 und 002 bezeichnet und als Schnelltriebwagen zwischen Prag und Bratislava (Preßburg) bzw. Ostrava (Ostrau) eingesetzt. Von diesen Fahrzeugen war M296.001a/b bis 1963 im Einsatz. Dieses Fahrzeug wurde danach noch als Fahrleitungsuntersuchungswagen M 264.001 weiterbetrieben. Zu einem nicht bekannten Zeitpunkt wurde es ausgemustert und verschrottet. M269.002a/b war 1959 ausgemustert.
Die fünf Fahrzeuge bei der DR wurden 1970 umgezeichnet und erhielten die Nummern 184 001 bis 184 005. Bis zur Ausmusterung (der letzte Triebwagen wurde 1982 ausgemustert) liefen sie stets im Bw Berlin-Karlshorst. Die lange Einsatzzeit macht deutlich, dass sie im Betriebsdienst bewährte Fahrzeuge waren. Obwohl nach der Ausmusterung noch einige Fahrzeuge als Unterkünfte weiterverwendet wurden, ist heute kein „Ruhrtriebwagen“ mehr erhalten, und die Erinnerung an diese Fahrzeugbaureihe ist nur über historische Fotos möglich. Es fällt auf, dass die Altbautriebwagen bei der DR eine wesentlich längere Einsatzzeit als bei der DB hatten und dass sich die bei der DR eingesetzten Fahrzeuge mit elektrischer Kraftübertragung länger im Betriebsdienst hielten als Fahrzeuge mit hydrodynamischen Antrieb.

## Konstruktive Merkmale
Das Fahrzeug bestand aus zwei in Leichtbau hergestellten Fahrzeugteilen, die über das Jakobs-Drehgestell miteinander verbunden waren. Wie bei den Einheitstriebwagen, so besaßen auch diese Fahrzeuge eine umlaufende Untergestell-Schürze zur Verminderung des Luftwiderstandes. Es fällt auf, dass bei diesem Modell auch die Nachkriegs-Triebwagen ihre Schürzen behielten. Die Fahrzeuge besaßen zur Auslieferung eine gegenüber den Einheitstriebwagen mit Einheitsgrundriß geänderte Lackierung; das Dach war aluminiumfarbig, Stirn- und Seitenwände dunkelrot in RAL 3009, die Schürze dunkelgrau in RAL 7022 und die Farbtrennlinien hellgrau in RAL 7023.
An den Stirnseiten, die wie die der Einheitstriebwagen gestaltet waren, besaßen die Triebwagen als Kuppelmöglichkeit die Scharfenbergkupplung. Über sie konnten zwei Triebwagen automatisch mechanisch, elektrisch sowie pneumatisch gekuppelt werden. Zwischen den kurzgekuppelten Wagen am Jakobs-Gestell bestand die Möglichkeit für den Übergang für die Reisenden mittels äußerer und innerer Faltenbälge. Der äußere Faltenbalg war nahezu bündig mit der Fahrzeug-Außenhaut. Die Fahrgastabteile waren als Großraumabteile der 2. und 3. Wagenklasse ausgebildet. Die 2. Wagenklasse hatte eine Sitzteilung von 1+2 und 1.200 mm breite Fenster, die 3. Wagenklasse 2+3 und die Fenster waren 1.000 mm breit. Die Einstiegstüren waren über den Wagenkasten gleichmäßig verteilt und konnten vom Führerstand elektropneumatisch geschlossen werden.
Die dieselelektrische Antriebsanlage war wie bei dem Fliegenden Hamburger auf die drei Drehgestelle verteilt, die beiden Motor-Generatoreinheiten auf den äußeren Drehgestellen und die beiden elektrischen Fahrmotoren auf dem Jakobs-Drehgestell. Als Dieselmotor wurde der Maybach GO 56 gewählt. Es ist anzunehmen, dass die Fahrzeuge bei ihrer langen Lebensdauer zuletzt auch Tauschmotoren von ČKD besessen hatten, in der Literatur wird dies allerdings nicht erwähnt. Die weitere elektrische Ausrüstung entsprach den Einheitswagen. Erwähnenswert wäre noch die Druckluftanlage mit einem Nenndruck von 8 bar. Außer den bei Triebwagen üblichen Verwendungen wie Bremse, Sandstreuer und Typhone mussten auch noch die Türschließeinrichtung damit versorgt werden. Erzeugt wurde die dafür benötigte Luft durch zwei elektrisch angetriebene Luftverdichter von Knorr, sie waren über Gummielemente am Untergestell jeder Wagenhälfte aufgehängt.